# Poschiavo
 (juillet 2017).
Si vous disposez d'ouvrages ou d'articles de référence ou si vous connaissez des sites web de qualité traitant du thème abordé ici, merci de compléter l'article en donnant les références utiles à sa vérifiabilité et en les liant à la section « Notes et références ».
Poschiavo est une commune suisse du canton des Grisons, située dans la région de Bernina et des Alpes Rhétiques.
Géographiquement et politiquement, Poschiavo a la particularité de se trouver dans une vallée qui descend vers la Valteline italienne (vallée de l'Adda), c'est-à-dire que la ville est au sud de la ligne de partage des eaux de la chaîne alpine. Poschiavo est en effet séparé du reste de la Suisse par le col de la Bernina. Sa vallée fait d'ailleurs partie des secteurs italophones du canton des Grisons.

## Histoire

Photo aérienne prise à 200 m par Walter Mittelholzer (1925).

Poschiavo était aux XVIe et XVIIe siècles l'un des bourgs le plus peuplés des Grisons et de la Valteline. Après la Réforme protestante, les convertis se sont donné cœur et raison au commerce, faisant la prospérité de la communauté. Les familles nobles, restées pour la plupart catholiques, exerçaient leur influence morale, intellectuelle et politique aussi bien en Valteline et à Milan qu'à Coire. Dans les cuntradi (les petits villages au nord et au sud de la Vila (le bourg)) vivaient les paysans, tous catholiques. Chaque village a sa chapelle, en style baroque richement décoré, l'église de San Carlo abrite la Via Crucis en baroque espagnol, avec des personnages presque grandeur nature. Le massacre des protestants de 1620 en Valteline fait suite au soulèvement de la population contre les seigneurs Grisons qui avaient conquis la Valteline en 1512 en compensation du fait que le duc de Milan n'était pas en mesure de payer leur service militaire pour sa défense contre les appétits territoriaux du roi de France[pas clair]. Les Grisons divisent la Valteline en zones administratives et se partagent les charges politiques, qu'ils pouvaient acheter, chacun à son tour, pour une période de deux ans pendant lesquels ils récupéraient non seulement la somme investie, souvent lourde, mais s'appropriaient par toute une série d'amendes, de condamnations avec confiscation des biens, de quoi se faire construire après leur retour dans leurs villages de splendides maisons d'allure seigneuriale[pas clair]. Ces prévarications et la cruauté des Grisons faisaient dire aux sujets : « Car Signur liberem di saet a di tron / e da la giüstizia d'i Grison ». L'assassinat par les autorités grisonnes protestantes d'un prêtre catholique appartenant à la haute noblesse (Rusca) mit le feu aux poudres. Le soulèvement fut général. Les protestants furent assassinés dans toutes les terres soumises et les survivants dépouillés de leurs biens et chassés. Une horde de massacreurs atteignit même Poschiavo en avril 1623 et tua une vingtaine de Riformati. Les survivants se réfugièrent en Engadine ou dans les cantons où la Réforme protestante avait pris pied (Zurich, Berne). Le séjour forcé en Engadine eut pour effet d'introduire dans le dialecte des protestants une foule de vocables et d'expressions ladines qui caractérisera la différence entre le parler des catholiques et celui des protestants, que l'on peut constater encore aujourd'hui.

## Le bourg
Le bourg de Poschiavo est situé dans une vallée du sud des Alpes qui s'élargit, le val Poschiavo. Le bourg s'allonge le long de la rivière Poschiavino enjambé par trois ponts ; Il est formé de l'Alta Vila au nord, du centre avec la collégiale de Saint-Victor en style gothique superposé à une base romane, la place du village avec la maison de commune (Cà da cumün), l'hôtel ä la Poste, ancien palais Massella construit en 1682 par le podestà (maire) Bernardo Massella et resté intact au cours des siècles, même après sa transformation en hôtel au milieu du XIXe siècle.
En face, le Café Semadeni, au nord la tour communale, ancienne tour des avoyers du duc de Milan, et des maisons bourgeoises, avec leurs magasins. Par la via Maestra on descend vers l'ima Vila (le bourg du bas) avec une placette bordée par la Tipografia Menghini, un petit hôtel, une pâtisserie, et l'antique maison des Olgiati, avec un minuscule café Sport, aujourd'hui à l'abandon.
En continuant vers le sud, on prend à gauche la Via d'i Palazz, bordée au sud par les jardins avec Gazebos, potagers et arbres fruitiers et au nord par les maisons construites par les émigrés qui s'étaient enrichis dans toute l'Europe, de la Russie à l'Espagne, du Danemark à la Sicile, et sont revenus dans leur village passer la fin de leur vie. Passant devant l'hôpital San-Sisto, on descend jusqu'à l'église baroque de Santa-Maria, flanquée de peupliers, but des processions, en particulier durant le mois de Marie (mai), mais aussi durant la procession de Corpus Domini où le Bourg entier est décoré de petits autels couverts de fleurs et de chandelles, de mousses et de branches de sapin (dasi da vezz).

## Culture et patrimoine

### Héraldique
| Blason | Blasonnement : De gueules à deux clés d'argent posées en sautoir et reliées par une chaîne du même. |

## Tourisme
La commune est membre depuis 2017 de l'association Les plus beaux villages de Suisse.

## Sport
Entre 2002 et 2013, le village accueille l'arrivée de la SkyRace Valmalenco-Valposchiavo.